# Giovanni Battista Rosa
Giovanni Battista Rosa (Sermide, 7 marzo 1867 – Perugia, 29 ottobre 1942) è stato un arcivescovo cattolico italiano.

## Biografia
Nativo di Sermide, in provincia di Mantova, entrò in seminario a sedici anni nel 1883 dopo aver compiuto le scuole tecniche a Vicenza.
Nel 1885 dopo aver vinto un concorso a Roma e venne ammesso al Seminario Lombardo. Studiò a Roma dal 1885 al 1892 presso la Pontificia Università Gregoriana e si laureò in filosofia e teologia. Il 16 aprile (sabato santo) 1892 venne ordinato sacerdote dal cardinale Lucido Maria Parocchi.
Dopo un anno trascorso come vice-rettore, nel 1893 fu nominato rettore del Seminario di Mantova, poi parroco di Sustinente nel 1900 e nel 1908 arciprete di Ostiano.
Nel 1911, senza abbandonare il titolo di arciprete di Ostiano, papa Pio X lo nominò sostituto della Sacra Congregazione Concistoriale dove rimarrà per dieci anni.
Il 17 dicembre 1922 venne consacrato arcivescovo di Perugia nella chiesa di Sant'Andrea al Corso a Roma per l'imposizione delle mani del cardinale Gaetano De Lai; il 1º marzo 1923 fece solenne ingresso a Perugia.
Nel 1926 celebrò il 1º Congresso Eucaristico Diocesano.
Nel 1932 indisse solenni celebrazioni mariane per la "Festa del Voto".
Nel 1933, in occasione del 2º Congresso Eucaristico, realizzò la Casa Sacro Cuore.
Nel 1937 guidò la Seziona Italiana che partecipa al Congresso Eucaristico Mondiale di Manila nelle Filippine.
Nel 1940 guidò il 3º Congresso Eucaristico.
Nel gennaio 1942 venne colpito dai primi sintomi di angina pectoris, ma nell'aprile dello stesso anno celebrò il sinodo diocesano e, in concomitanza, festeggiò anche il 50º anniversario di ordinazione sacerdotale.
Si spense il 29 ottobre 1942 a 75 anni, a Perugia, e fu sepolto nella cattedrale di San Lorenzo.

## Genealogia episcopale e successione apostolica
La genealogia episcopale è:
- Cardinale Scipione Rebiba
- Cardinale Giulio Antonio Santori
- Cardinale Girolamo Bernerio, O.P.
- Arcivescovo Galeazzo Sanvitale
- Cardinale Ludovico Ludovisi
- Cardinale Luigi Caetani
- Cardinale Ulderico Carpegna
- Cardinale Paluzzo Paluzzi Altieri degli Albertoni
- Papa Benedetto XIII
- Papa Benedetto XIV
- Papa Clemente XIII
- Cardinale Marcantonio Colonna
- Cardinale Giacinto Sigismondo Gerdil, B.
- Cardinale Giulio Maria della Somaglia
- Cardinale Carlo Odescalchi, S.I.
- Cardinale Costantino Patrizi Naro
- Cardinale Lucido Maria Parocchi
- Papa Pio X
- Cardinale Gaetano De Lai
- Arcivescovo Giovanni Battista Rosa

La successione apostolica è:
- Vescovo Antonio Scarante (1923)
- Vescovo Beniamino Ubaldi (1932)